# Alex Len

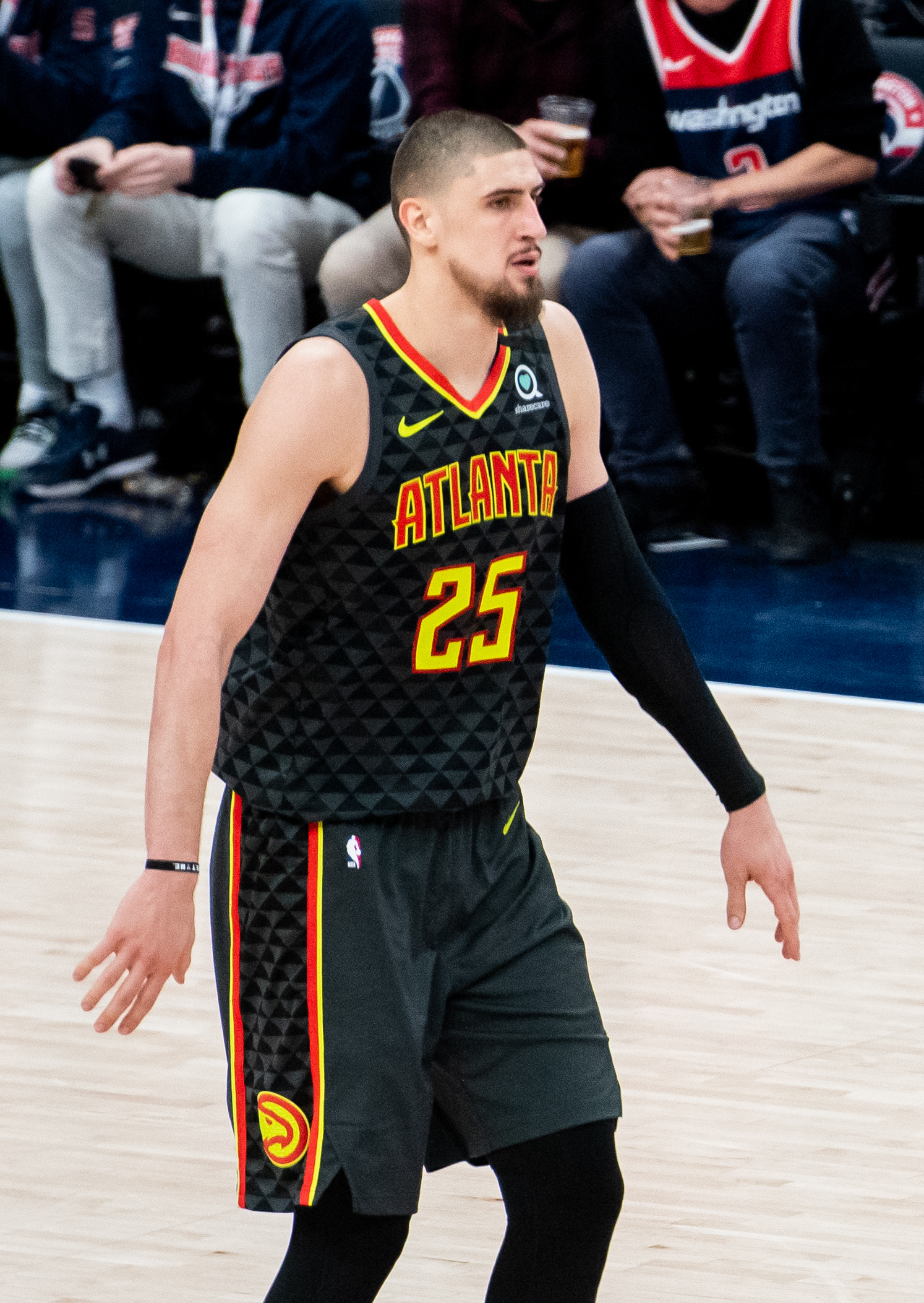
Alex Len, 2020.

Oleksіj Jurіjovytj Len (ukrainska: Олексій Юрійович Лень), mer känd som Alex Len (ukrainska: Алекс Лень; korrekt svensk transkribering är egentligen "Aleks Len"), född 16 juni 1993 i Antratsyt, är en ukrainsk professionell basketspelare (C) som spelar för Los Angeles Lakers i National Basketball Association (NBA). Han har tidigare spelat för Phoenix Suns, Atlanta Hawks, Sacramento Kings, Toronto Raptors och Washington Wizards.
Len draftades av Phoenix Suns i första rundan i 2013 års draft som femte spelare totalt.
Innan han blev proffs studerade Len på University of Maryland och spelade för deras idrottsförening Maryland Terrapins.